# 伊米·利德贝里
伊米·利德贝里（瑞典語：Jimmy Lidberg，1982年4月13日—），瑞典男子摔跤运动员。他曾代表瑞典参加2012年夏季奥林匹克运动会摔跤比赛，获得男子古典式96公斤级铜牌。